# Malh deth Gat
El Malh deth Gat (‘penya del gat’) és una serra situada al municipi de Vielha e Mijaran a la comarca de la Vall d'Aran, amb una elevació màxima de 1.525 metres.